# Ron Cavenall
Ronnie Goodall Cavenall, detto Ron (Beaumont, 30 aprile 1959), è un ex cestista statunitense, professionista nella NBA e in Australia.

## Palmarès
- Miglior stoppatore CBA (1988)